# Gonțești, Buzău
Gonțești este un sat în comuna Cănești din județul Buzău, Muntenia, România. Se află în zona înaltă de deal a Subcarpaților de Curbură.